# Miguel Ángel Román
Miguel Ángel Román (San Baudilio de Llobregat, 22 de diciembre de 1977) es un periodista y locutor deportivo español. Desde 2022 trabaja para DAZN narrando partidos de la Primera División de España y desde 2023 narra los partidos de la saga de videojuegos EA Sports FC.

## Biografía
Es licenciado en Periodismo por la Universidad Autónoma de Barcelona. Comenzó trabajando en Radio Lleida SER en el año 1999, narrando partidos de equipos de Lérida. En 2009, debuta como narrador en un partido de Primera División en un Real Madrid-Valencia. Después de 14 años trabajando en Mediapro, repartidos entre Gol Televisión, bein Sports y Movistar Plus+, narrando partidos entre otras competiciones de la Primera División, la Liga de Campeones de la UEFA y el Mundial 2014, se marcha a DAZN.
El 19 de julio de 2023 se confirmó que pondría voz al videojuego EA Sports FC 24, de la saga anteriormente llamada FIFA, junto a DjMaRiiO, sustituyendo a Manolo Lama y Paco González tras 25 años en el videojuego.
También tiene un canal de Twitch, donde hace directos hablando de fútbol, ya sea charlando con un periodista o él solo.